# Bourne (Massachusetts, statisztikai település)
Bourne statisztikai település az USA Massachusetts államában, Barnstable megyében. Lakosainak száma 1497 fő (2020. április 1.).

## Népesség
A település népességének változása:

| 2010 | 1 418 |
| 2020 | 1 497 |